# Karl Braun von Braunthal

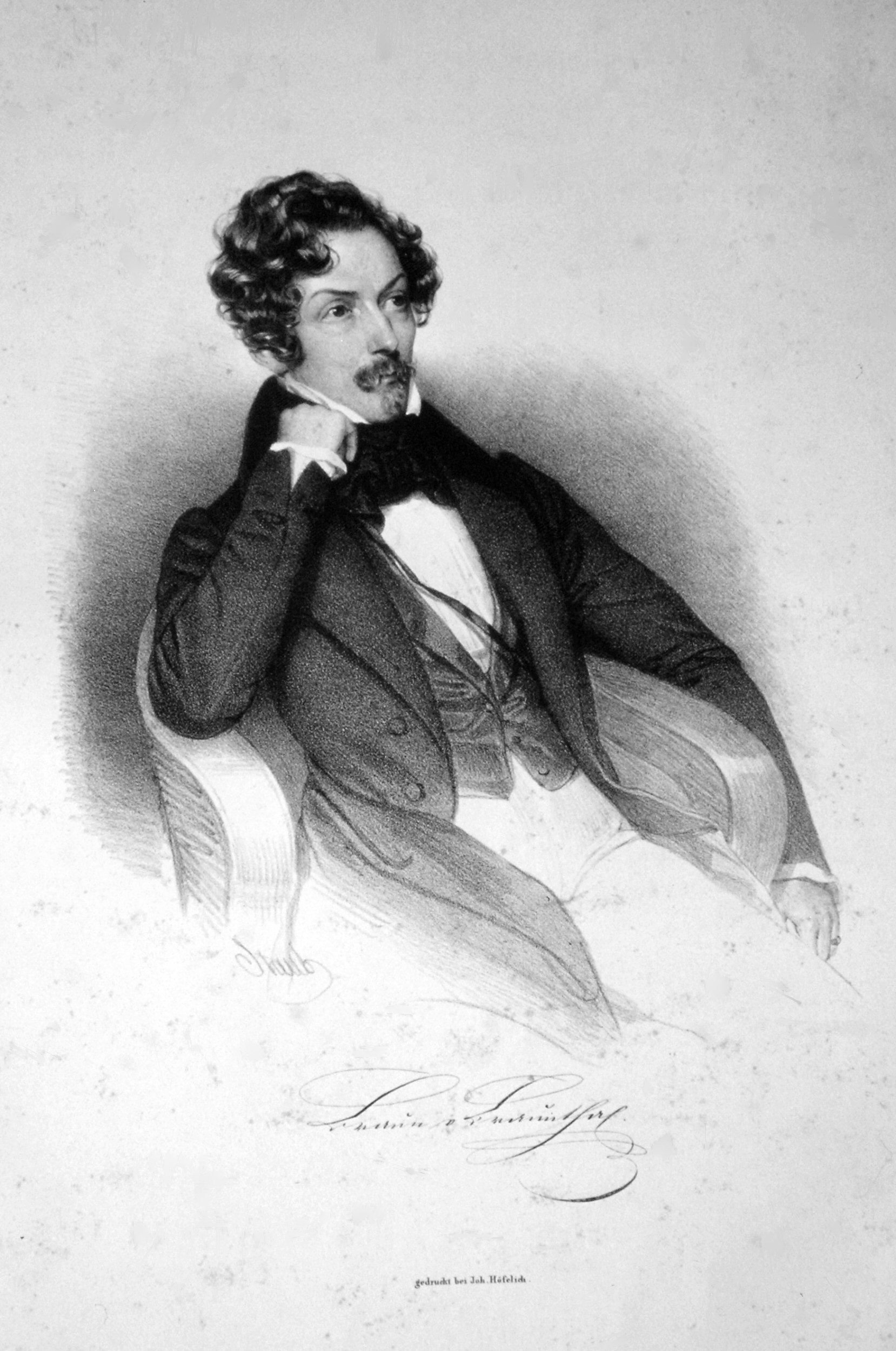
Karl Johann Braun von Braunthal, litografi av Andreas Staub, omkring 1830.

Johannes Karl Braun von Braunthal, född 6 juni 1802 i Eger, död 26 november 1866 i Wien, var en österrikisk författare.
Braun blev 1850 bibliotekarie i Wien. Han stod i vänskapsförhållande till Friedrich Hebbel. Bland hans verk märks Die Himmelsharfe (1826), Faust (1835), Wien und die Wiener (1840) samt Der Jesuit im Frack (1862).